# ذلکه علیا
ذلکه علیا، روستایی از توابع بخش مرکزی شهرستان ماکو در استان آذربایجان غربی ایران است.
این روستا در حاشیه رود ارس قرار دارد و جزو روستاهای ساحلی ماکو است. روستای ذلکه از سمت شمال با جمهوری نخجوان هم مرز است.
مردم روستای ذلکه کُرد زبان هستند و به زبان کُردی  صحبت می کنند و از ایل جلالی هستند بیشتر شغل مردم روستای ذلکه علیا دامداری است.
در سیاست تخته قاپوی عشایر توسط رضا شاه مردم ذلکه علیا به اهر و اردبیل تبعید شدند بعد از اشغال ایران توسط روس ها تمامی ان ها دوباره برگشتند.

## جمعیت
این روستا در دهستان چایپاسار شمالی قرار دارد و براساس سرشماری مرکز آمار ایران در سال ۱۳۹۵، جمعیت آن ۶۲۳ نفر (۱۴۴خانوار) بوده‌است.